# Гимн Кэдмона
Гимн Кэдмона (англ. Cædmon's Hymn) — гимн на древнеанглийском языке, приписываемый поэту Кэдмону (Cædmon), жившему в VII в. Согласно преданию, изложенному Бедой Достопочтенным в «Истории англов» (IV.24), Кэдмон был неграмотным пастухом, который работал в аббатстве Уитби. Кэдмон не умел петь и играть. Однажды вечером, когда на пиру его друзья по очереди играли на арфе и пели, и Кэдмону, в свою очередь, передали арфу, он снова вынужден был отказаться и, огорчённый, ушёл домой.

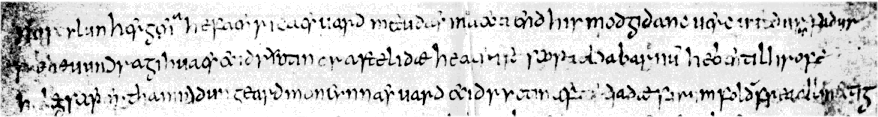
Одна из древнейших рукописей «Гимна Кэдмона» (ок. 737)

Ночью во сне ему явился некто и попросил спеть. Кэдмон снова отказался, но незнакомец настаивал. Кэдмон спросил, о чём ему петь; тот ответил: «Спой о начале творения». Тогда Кэдмон сложил стихотворную хвалу Создателю, получившую название «Гимн Кэдмона». Наутро он рассказал о своем озарении аббатисе Хильде, и та приказала пересказать ему по порядку библейскую историю, чтобы он мог изложить её в стихах. Кэдмон принял монашество и скончался в монастыре.
«Гимн Кэдмона» сохранился во множестве рукописей (в основном в составе «Истории англов» Беды) и считается одним из старейших поэтических произведений на древнеанглийском языке. В гимне смешивается как языческая, так и христианская лексика: некоторые формулы — «отец славы» (uuldurfadur), «хранитель людей серединного мира» (middingard moncynnæs uard) — носят явные следы язычества, другие, как «святой Создатель» (halig sceppend) — отражают влияние христианства.